# النوع الاجتماعي والدين

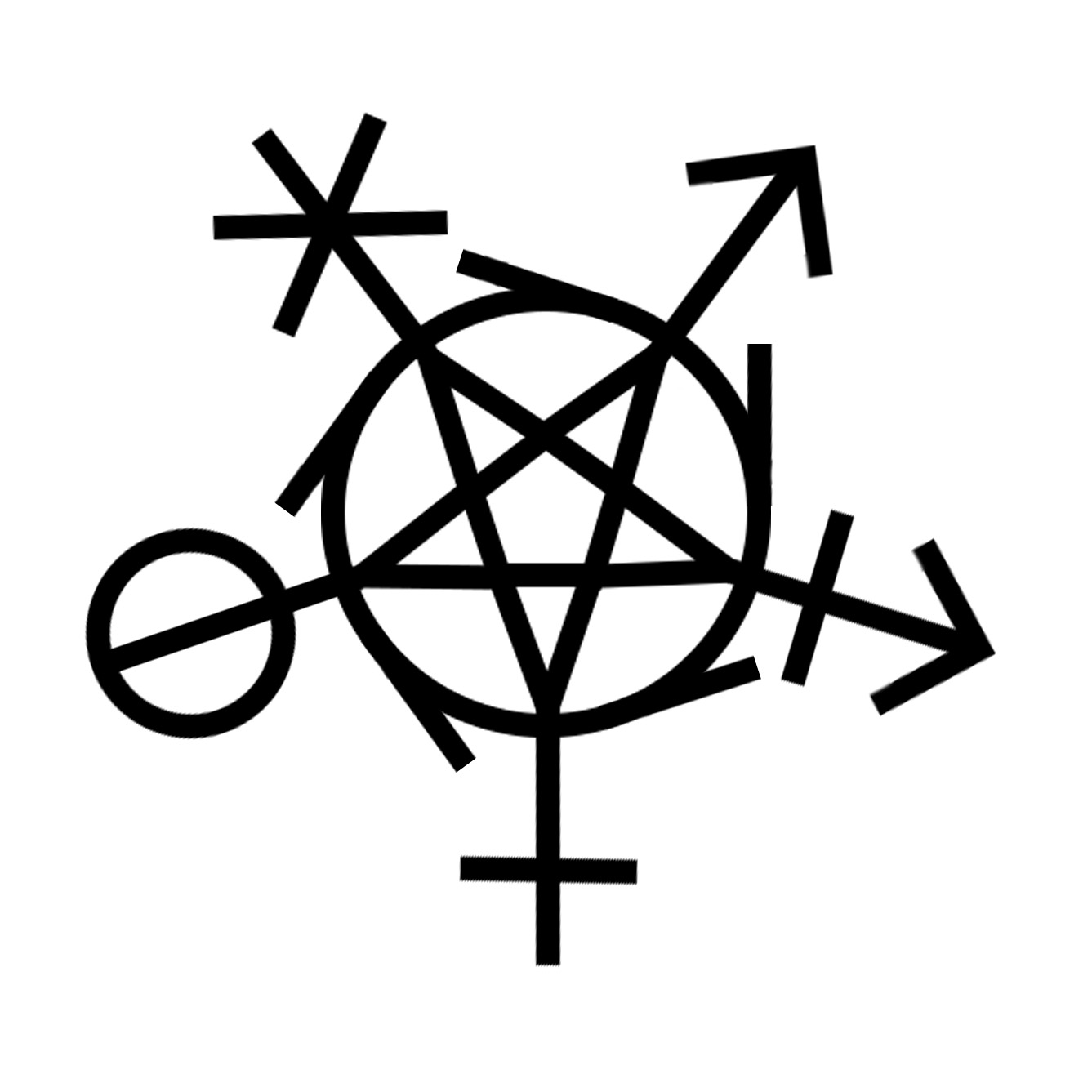
رمز للتنوع بين الجنسين، والقبول، والاندماج في الأماكن الوثنية والسحرية، والمجتمع، والطقوس، والأعمال.

تُصنَّف الاختلافات الجنسية في الدين على أنها «داخلية» أو «خارجية». تُدرس القضايا الدينية الداخلية من منظور دين معين، وقد تشمل المعتقدات والممارسات الدينية حول أدوار وحقوق الرجال والنساء في الحكومة والتعليم والعبادة، والمعتقدات حول جنس أو جندر الآلهة والشخصيات الدينية، والمعتقدات حول أصل ومعنى النوع الاجتماعي للإنسان. يمكن تعريف القضايا الدينية الخارجية على نطاق واسع، على أنها دراسة دين معين من وجهة نظر خارجية، بما في ذلك التصادمات المحتملة بين الزعماء الدينيين والعلمانيين، وتأثير وجهات النظر الدينية في القضايا الاجتماعية والاختلاف بينها.

## جندر الآلهة
تشتمل أوائل الديانات الموثّقة، وبعض الديانات الأرواحية المعاصرة، على تأليه خصائص العالم الطبيعي. يُضفى عادة نوع اجتماعي على هذه الأرواح، ولكن ليس دائمًا. يُقترح أن تعدد الآلهة انبثق من الروحانية منذ القرن التاسع عشر، حيث قدمت الملحمة الدينية شخصيات لأرواح روحانية أصلية في أجزاء مختلفة من العالم، وعلى نحو وجيه في تطور الأدب القديم في الشرق الأدنى والهندوأوروبي. يُضفى أيضًا النوع الاجتماعي على الآلهة عند تعدد الآلهة. أول دليل على التوحيد هو عبادة الإلهة يورنوم، وآتون في مصر، وشريعة موسى في التوراة، والزرادشتية في بلاد فارس. آتون ويهوه وأهورامزدا آلهة ذكورية متجسدة فقط كاستعارة، وذكورية بشكل أكبر من كونها ذكرًا بنشاط إنجابي.
كسرت الإلهة الهندوسية، كالي، الدور الجندري للمرأة، فقد مثّلت الحب والجنس والخصوبة والجمال، لأنها إلهة كل من دورة الحياة والحرب المدمّرة. من الأمثلة على الإلهة الأنثوية النموذجية هي أفروديت، التي تظهر كأنها مغرورة وبسيطة وجميلة.
اعتُقد في المسيحية أن كيانًا من الثالوث وهو الابن، قد تجسد كرجل. اعتقد المسيحيون تقليديًا أن الله الآب له جندر ذكوري أكثر من جنس ذكوري لأن الآب لم يتجسد أبدًا. على النقيض من ذلك، هناك إجماع تاريخي أقل على جندر الروح القدس. أما في تقاليد الإسلام، من ناحية أخرى، يُعتبر اسم الله كمرجع، لا يمكن تخصيصه لا قواعديًا ولا كنوع اجتماعي طبيعي. تُفسّر الضمائر الذكورية التي تشير لله في القرآن على أنها عامة وليست دلالة على التذكير.

## أساطير الخلق حول الجندر البشري
خُلق الرجل والمرأة في العديد من القصص، بنفس الوقت، وبمكانة متساوية. كمثال، في قصة الخلق في سفر التكوين بالكتاب المقدس: «فَخَلَقَ اللهُ الإِنْسَانَ عَلَى صُورَتِهِ. عَلَى صُورَةِ اللهِ خَلَقَهُ. ذَكَرًا وَأُنْثَى خَلَقَهُمْ.» ويفسر بعض المعلقين هذا التطابق، على أنه يؤكد عمدًا على أن البشرية بشكل ما تشكل «وحدة في التنوع» من منظور مقدس، وأن المرأة كما الرجل تُشمل في صورة الله. ويُنظر إلى الرجل الأول، آدم، على أنه كائن روحاني أو مثالي، يمكن تمييزه على أنه ذكر وأنثى، أي كائن خنثوي دون جنس.
يجادل بيير شونو بأن مفهوم سفر التكوين الشامل للنوع الاجتماعي للبشرية، يتناقض بشكل حاد مع وجهات نظر النوع الاجتماعي الموجودة في الأدب القديم للثقافات المحيطة، ويقترح مكانة أعلى للمرأة في المجتمع الغربي بسبب تأثير التراث اليهودي المسيحي، واستنادًا إلى هذه الآية. يجادل بعض العلماء، مثل فيلو، بأن «الجنسين» قد طُوّروا بتقسيم عَرَضي لـ «الذات الحقيقية» التي وُجدت قبل أن تُعيَّن بنوع اجتماعي.
يكون الرجل في قصص أخرى، قد خُلق أولًا، ومن بعده المرأة. هذا هو الحال في قصة الخلق في سفر التكوين 2، حيث خُلقت المرأة الأولى (حواء) من ضلع الرجل الأول (آدم)، كرفيقة ومساعدة. هناك ارتباط مثير للاهتمام بين قصتي خلق النوع الاجتماعي، حيث تتخيل كلتا القصتين المثل الأعلى للذات الوحدوية. ومع ذلك، فإن الذات الوحدوية إما خنثوية أو ذكورية فيزيائيًا، وكلاهما ذكوريان في الشكل. وهكذا يصبح الذكور والإناث واحدًا، وهذا يعني أنها (هي) تصبح ذكرًا.
يقدم أريستوفان في مؤلف «الندوة» لأفلاطون، قصة لشرح النوع الاجتماعي والانجذاب العاطفي. كان هناك في الأصل ثلاثة أجناس: ذكر بالكامل، وأنثى بالكامل، و«مخنث» الذي كان نصف رجل ونصف امرأة. وكعقاب للتهجم على الآلهة، قُسم كل منهم إلى نصفين. أصبحت أنصاف المخنث رجالًا ونساء مغايرين جنسيًا، في حين أصبح أنصاف كل من الذكور والإناث مثليون ومثليات، على التوالي.

## أدوار القيادة
تحصر بعض الأديان القيادة بالرجال. كانت رسامة النساء أمرًا مثيرًا للجدل في بعض الأديان، حيث أن شعيرة الرسامة أو الدور الذي تقلده الشخص الذي يُرسّم، اقتصر تقليديًا على الرجال، بسبب التحريم الثقافي أو اللاهوتي.
قامت بعض الطوائف المسيحية بترسيم النساء، بدءًا من القرن التاسع عشر.

## الدعم الديني للمساواة بين الجنسين
جادلت بعض الديانات والباحثون الدينيون والمتدينون بأن «عدم المساواة بين الجنسين» وُجد إما بشكل عام أو في حالات معينة، ودعمت مجموعة متنوعة من الإصلاحات.
يؤمن السيخ بالمساواة بين الرجل والمرأة، وقد جادل بيير شونو بأن تأثير المسيحية هو العامل الرئيسي الذي يقود إلى مساواة المرأة مع الرجل.
تقول بريمفادا غوبال، من كلية تشرشل في كامبريدج، إن ازدياد المساواة بين الجنسين، هو في الواقع نتاج العقيدة اليهودية المسيحية، ولكنها ليست حصرية لها. وتعرب عن قلقها من أن الدول الغربية تستخدم المساواة بين الجنسين كمبرر لـ «الاستعمارية الجديدة». تجادل جامين أبيدوغن بأن التأثير اليهودي المسيحي قد شكل بالفعل الأدوار الجندرية في نيجيريا (بلد مسيحي بشدة)، ومع ذلك، فهي لا تعتبر الحركة النسوية نتاجًا للعقيدة اليهودية المسيحية، بل هي شكل مفضل من أشكال «الاستعمارية الجديدة».

## أديان محددة
فيما يلي مقالات مفصلة حول دور النوع الاجتماعي في أديان مختلفة:
- زرادشتية - المرأة في الزرادشتية
- بوذية – المرأة في البوذية
- مسيحية – المرأة في المسيحية
  - مورمونية – المورمونية والنساء
- هندوسية – المرأة في الهندوسية
- إسلام – المرأة في الإسلام
- يهودية المرأة في اليهودية
- سيخية – المرأة في السيخية